# Jararaca-pintada
Bothrops diporus, popularmente conhecida como jararaca-pintada, é uma espécie de serpente da família Viperidae. É encontrada na Argentina, Paraguai e Brasil (Mato Grosso do Sul, São Paulo, Paraná, Santa Catarina e Rio Grande do Sul).